# 纳塔莉·库格林
纳塔莉·安妮·库格林（1982年8月23日—），生于加利福尼亚州瓦列霍，美国游泳运动员。曾参加2004年、2008年和2012年夏季奥林匹克运动会，共收获3枚金牌、4枚银牌和5枚铜牌。